# Pachycolus madagascariensis
Pachycolus madagascariensis är en skalbaggsart som beskrevs av Blanchard 1851. Pachycolus madagascariensis ingår i släktet Pachycolus och familjen Melolonthidae. Inga underarter finns listade i Catalogue of Life.